# برکان افشارلی
برکان افشارلی (انگلیسی: Berkan Afşarlı؛ زادهٔ ۱ مارس ۱۹۹۱) بازیکن فوتبال اهل ترکیه است.
از باشگاه‌هایی که در آن بازی کرده‌است می‌توان به باشگاه فوتبال پادربورن، باشگاه فوتبال اشتوتگارت، و باشگاه فوتبال مرسین اشاره کرد.
وی همچنین در تیم‌های ملی فوتبال جوانان آلمان و جوانان آلمان بازی کرده‌است.